# Alat (Uzbekistán)
Alat es una localidad de Uzbekistán, en la provincia de Bujará.
Se encuentra a una altitud de 208 m sobre el nivel del mar. 

## Demografía
Según estimación 2010 contaba con una población de 12 924 habitantes.